# 圣安德烈莱里尔
圣安德烈莱里尔（法語：Saint-André-lez-Lille，法語發音：[sɛ̃t‿ɑ̃dʁe le lil]，意为“里尔附近的圣安德烈”）是法国上法蘭西大區北部省的一个市镇，位于该省中部偏西北，里尔市区以北，属于里尔区和里尔欧洲都会区。

## 地理
圣安德烈莱里尔（50°39'37"N, 3°2'38"E）面积3.16 平方千米，位于法国上法蘭西大區北部省，该省份为法国最北部的省份及最长的省份，西北濒北海，西接加来海峡省，南至埃纳省和索姆省，东与比利时接壤。
与圣安德烈莱里尔接壤的市镇（或旧市镇、城区）包括：马凯特莱里尔、韦尔兰盖姆、旺布勒希、朗贝萨尔、里尔、拉马德莱娜。
圣安德烈莱里尔的时区为UTC+01:00、UTC+02:00（夏令时）。

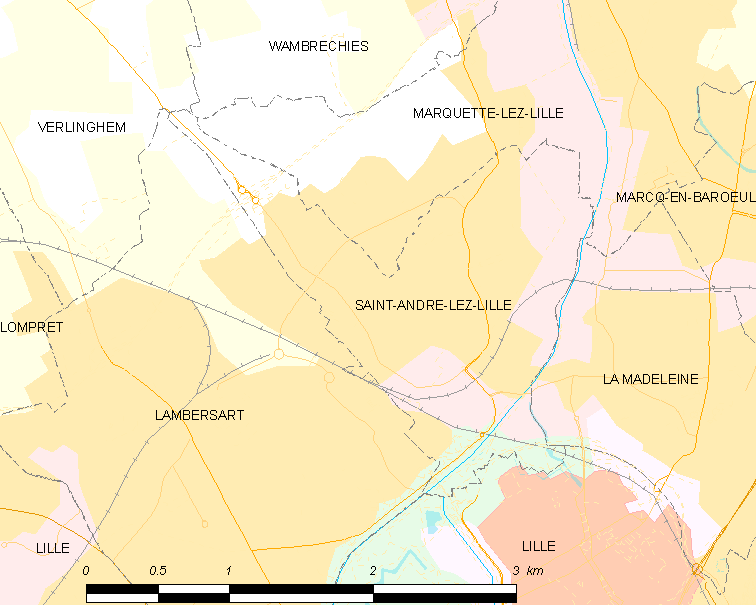
圣安德烈莱里尔的OSM定位图

## 行政
圣安德烈莱里尔的邮政编码为59350，INSEE市镇编码为59527。

## 政治
圣安德烈莱里尔所属的省级选区为里尔第一县。

## 人口

1962-2008年间圣安德烈莱里尔人口变化图示

圣安德烈莱里尔于2022年1月1日时的人口数量为12909人。